# Centrum sportovních aktivit Vysokého učení technického v Brně

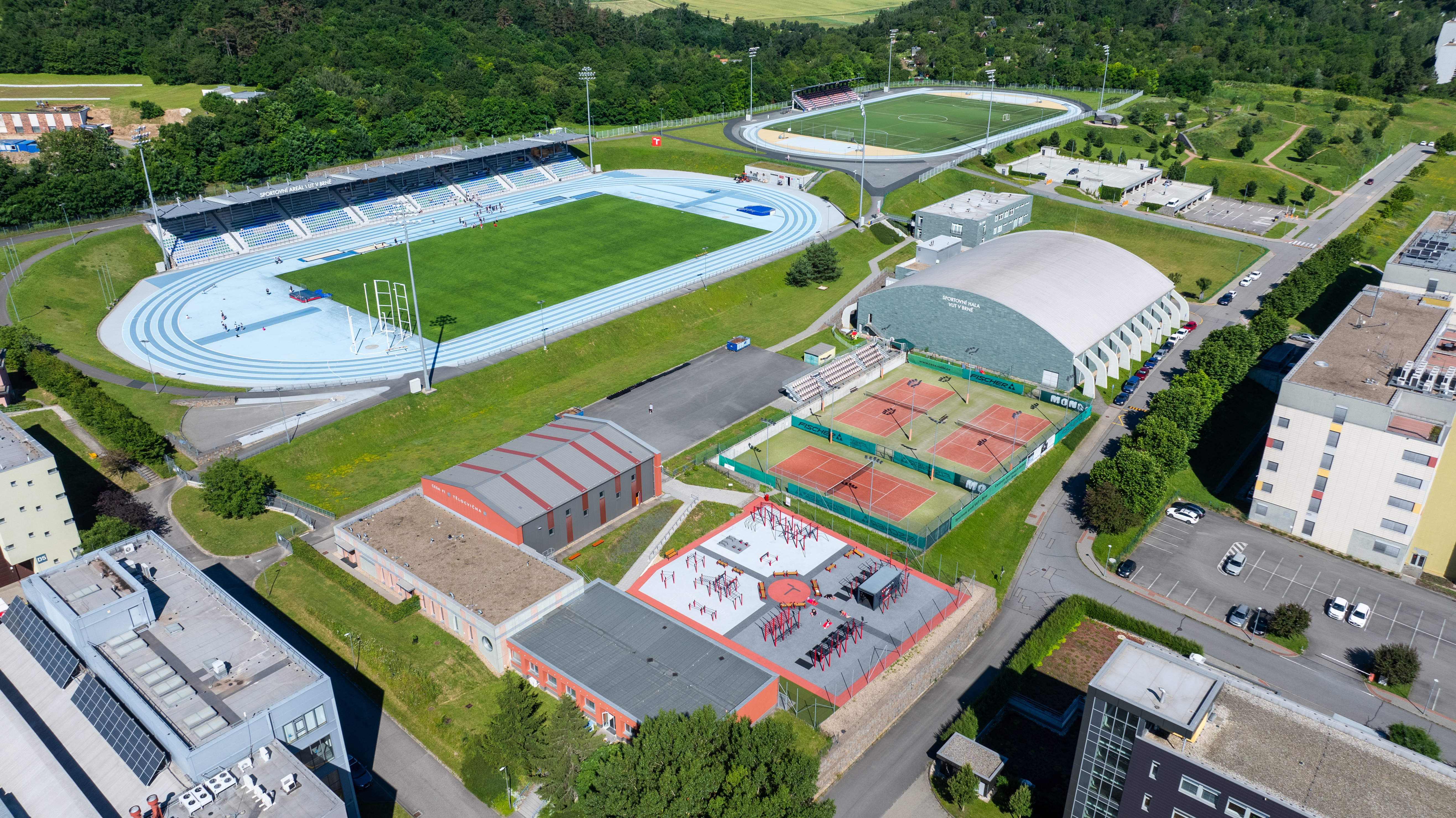
Sportoviště a hala v areálu Pod Palackého vrchem

Centrum sportovních aktivit (CESA) je celoškolským pracovištěm Vysokého učení technického v Brně, které zajišťuje nepovinnou sportovní výuku pro studenty bakalářského, magisterského i doktorského studia všech fakult školy. Sídlo a většina sportovišť, včetně největší víceúčelové haly pro sálové sporty v Česku, se nachází v areálu Pod Palackého vrchem.
Na Fakultě podnikatelské je ve spolupráci s Centrem sportovních aktivit a fakultami stavební a chemickou vyučován bakalářský studijní program Management v tělesné kultuře. Přijímací zkouška se skládá písemného testu a z talentové zkoušky.

## Vyučované sporty
- fitness nejen pro ženy
- funkční trénink
- kondiční posilování
- snowboard
- aqua aerobik
- futsal
- lední hokej
- softbal
- atletika
- FYZIO program a jeho formy (cvičení pro zdraví)
- lyžování
- squash
- badminton
- golf
- masáž a regenerace
- stolní tenis
- basketbal
- pohybové aktivity handicapovaných
- MTK
- střelba
- bojová umění a jeho formy (karate, karate do, allkampf-jitsu, aikido, kobudo, taekwondo, judo)
- házená
- nohejbal
- tanec a jeho formy
- bowling
- H.E.A.T. program (chodecké trenažéry)
- nordic walking (chůze s holemi)
- tenis a jeho formy
- břišní tanec
- halový bouldering a horolezectví
- plavání
- veslařské trenažéry (indoor rowing)
- bruslení
- horská kola
- plážový volejbal
- volejbal
- capoeira
- indoorcycling (spinning)
- Port de Bras
- žonglování
- florbal
- in-line
- potápění
- fotbal/malá kopaná
- kanoistika
- šachy
- frisbee
- kondiční trénink a jeho formy
- sálová kopaná